# کیمپتون هتل
کیمپتون هتل (انگلیسی: Kimpton Hotel) شرکت مهمان‌نوازی آمریکایی است، که در سال ۱۹۸۱ تأسیس شد.